# Alperna
Alperna är en bergskedja med större delen belägen i Centraleuropa. Den sträcker sig i en båge från området kring Nice och Genua vid Medelhavet, norrut mot Schweiz och sedan österut mot Wien. Åtta länder har del av Alperna: Frankrike, Italien, Monaco, Schweiz, Liechtenstein, Tyskland, Österrike och Slovenien. Alperna är 50–80 miljoner år gamla och ingår i det större alpina bergskedjebältet, eller Alpiderna.

## Geografi

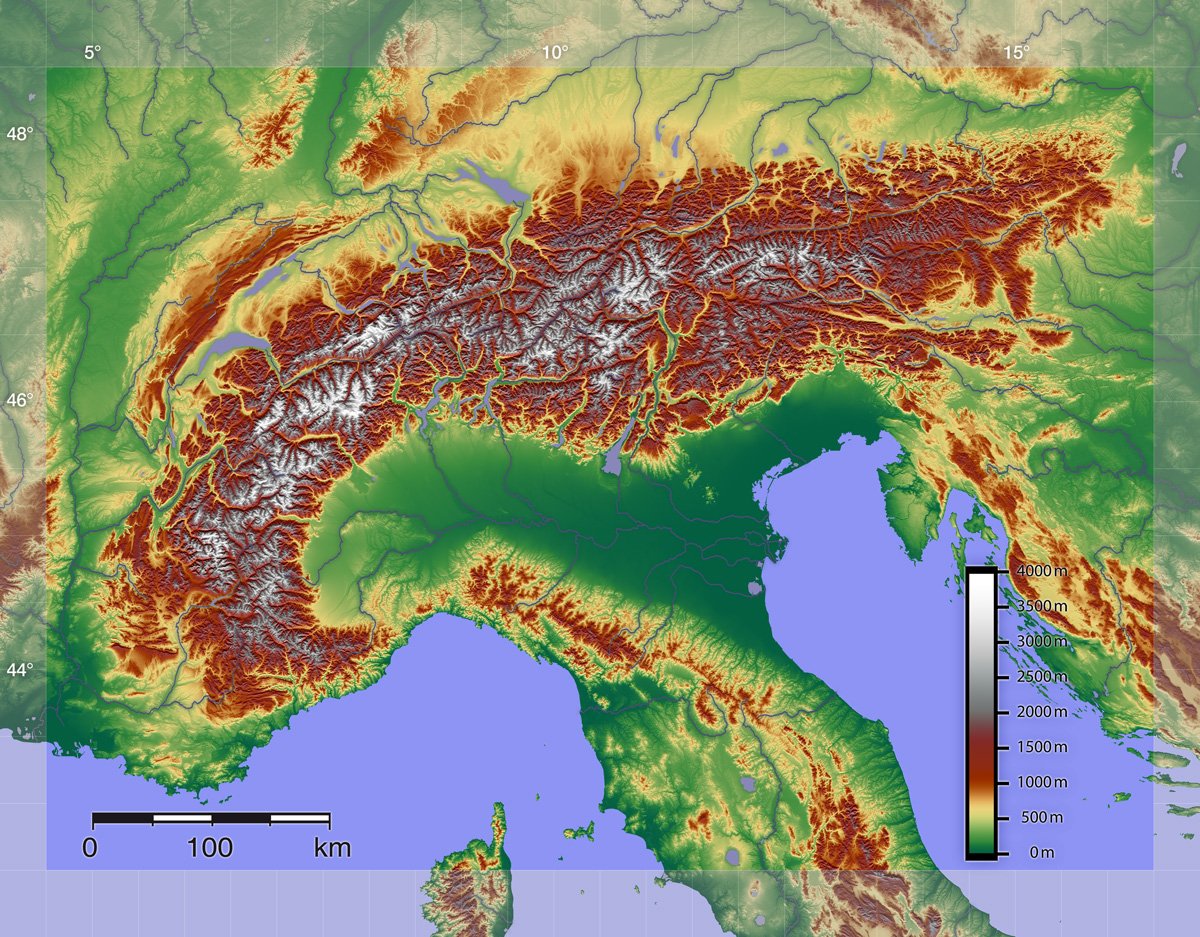
Topografisk karta över Alperna.

Alperna täcker en yta på 207 000 kvadratkilometer. Bergens stupning är mot söder mycket brantare än mot norr. Den högsta zonen av Alperna, med toppar på över 4 000 meter, ligger i västra delen. Där finns också bergskedjans högsta topp, Mont Blanc. Till dess egenheter hör att Alperna är ovanligt rikt på dalar i längd- och tvärriktning. Därför lägger Alperna inte sådana hinder i vägen för trafiken som många andra bergskedjor.
Alpernas högsta berg är Mont Blanc, med toppen 4 810,45 m ö.h. Därefter kommer Monte Rosa (Dufourspitze 4 634 m ö.h.), Dom (4 545 m ö.h.), Weisshorn (4 505 m ö.h.) och Matterhorn (4 478 m ö.h.).
Från Alperna rinner Europas största floder ner till Medelhavet (Rhone, Po, Adige), Nordsjön (Rhen), samt Svarta havet, (Inn, Drava och Sava) som mynnar ut i (Donau).

### Geografiska indelningar

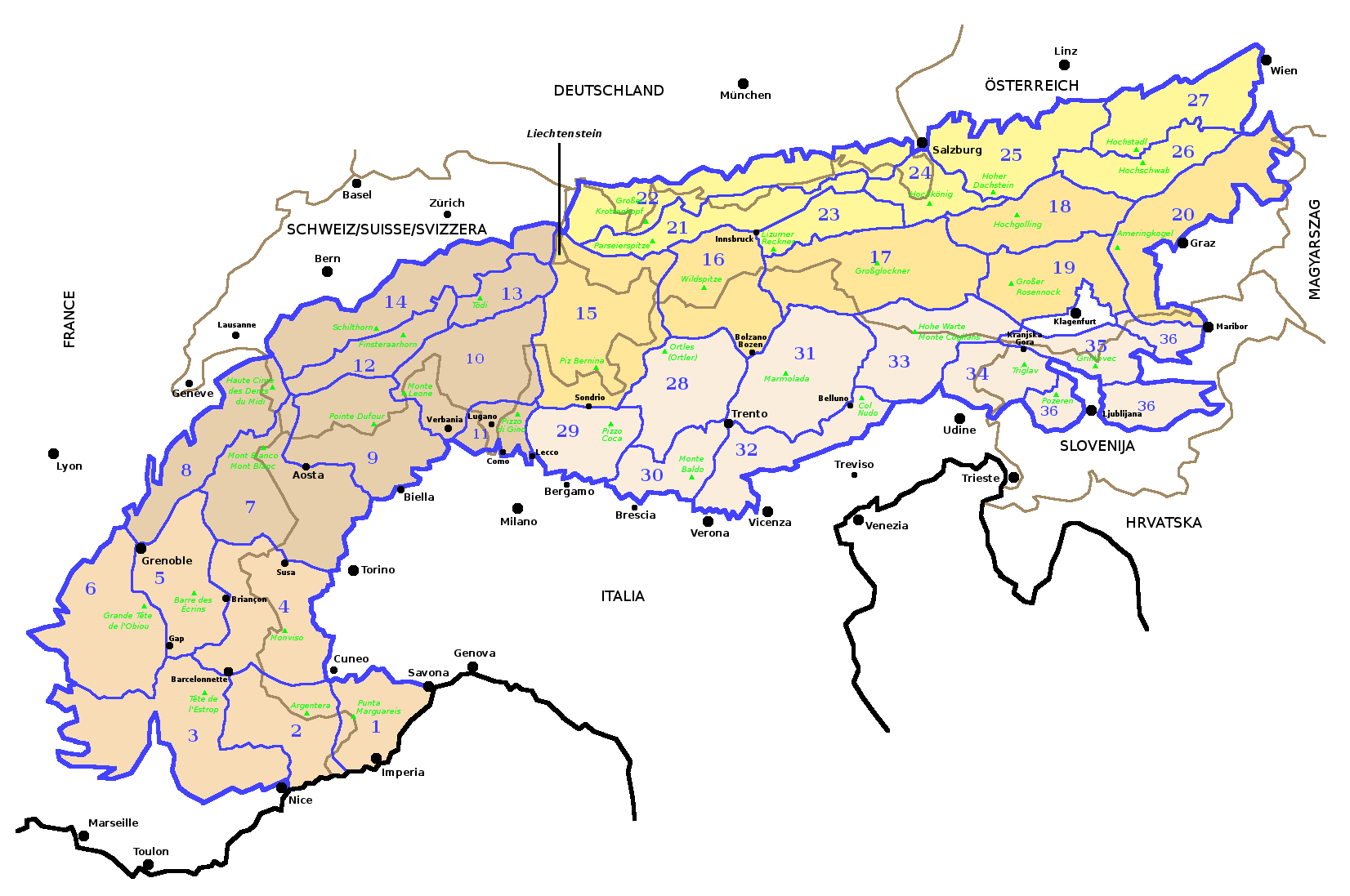
SOIUSA-indelningen av Alperna i 2 delar, 5 sektorer och 36 sektioner.

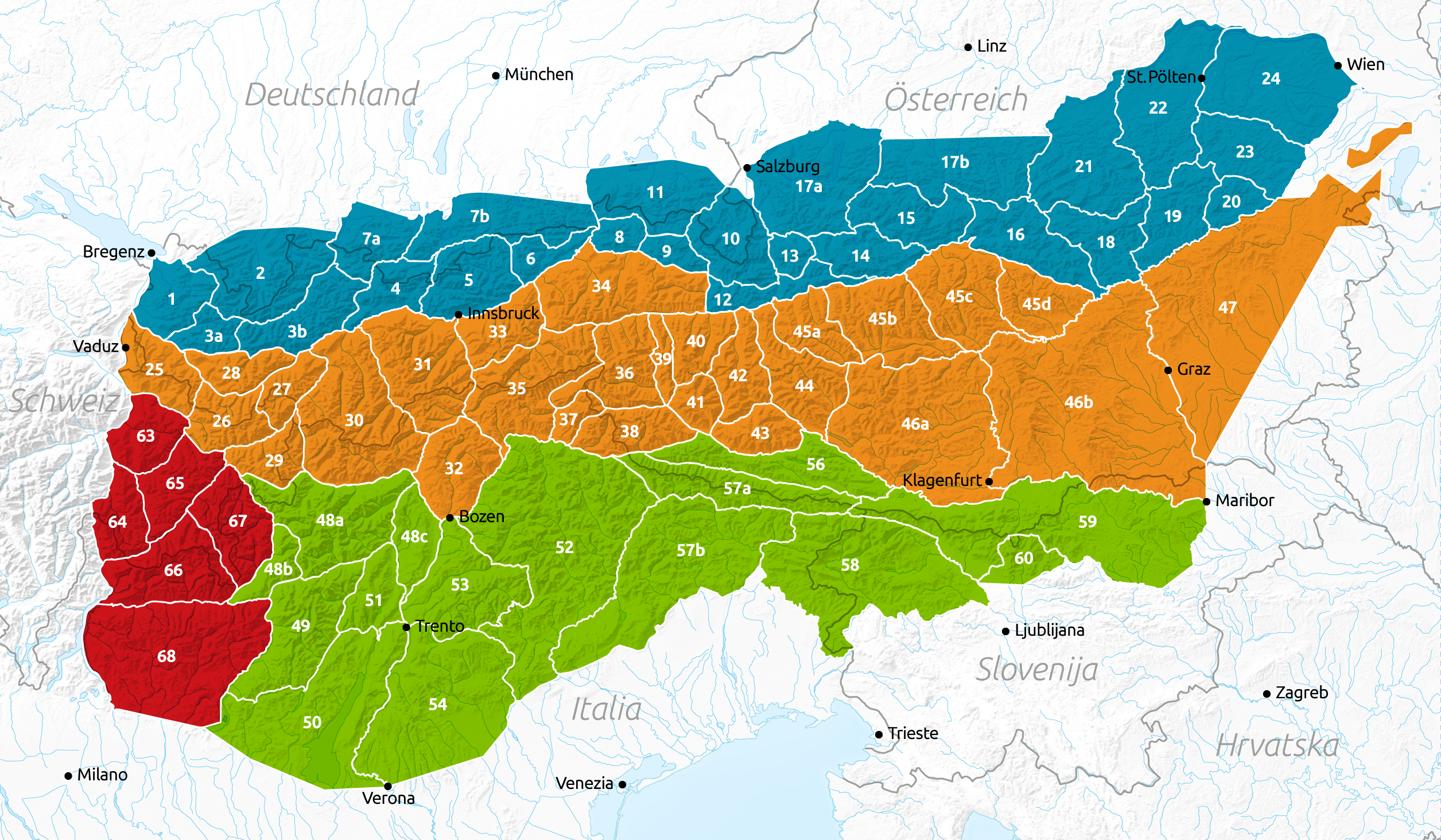
Indelning av Östalperna enligt AVE, i 4 delområden och 75 bergsgrupper.

Partizione delle Alpi, indelning av Alperna i tre delar.

Frånsett administrativa gränser, används ett antal olika geografiska indelningar.

#### Två delar
En vanlig indelning av Alperna är en i viss mån geologiskt motiverad indelning i två huvuddelar: Västalperna och Östalperna. Gränsen mellan dem dras i regel genom Rhendalen och dalen för floden Hinterrhein över Splügenpasset till Comosjön.
Bland annat det orografiska SOIUSA-systemet använder denna tvådelning, där Västalperna i sin tur är uppdelade i 2 sektorer, en sydlig och en nordlig, och Östalperna har 3 parallella sektorer, en central omgiven av en nordlig och en sydlig. Vidare definieras av SOIUSA totalt 36 sektioner inom dessa delar.
I Alpföreningsindelningen av Östalperna (AVE), görs istället en indelning av Östalperna i 4 delområden: Norra, Centrala, Södra och Västra Östalperna, med totalt 75 bergsgrupper.

#### Tre delar
Det förekommer också att Alperna delas in i tre delar: Västalperna, Centralalperna och Östalperna. En sådan från 1924 är särskilt vanlig i Italien, liksom i Frankrike och delar av Schweiz, och går under den italienska benämningen Partizione delle Alpi.

#### Fyra delar
En ytterligare indelning har fyra delar, Väst-, Central- Öst- och Sydalperna, där gränsen mellan Central- och Östalperna går längs den linje som i tvådelningen ovan skiljer Väst- och Östalperna, och Sydalperna ligger söder om både Östalperna och största delen av Centralalperna.

### Geologisk indelning
Geologiskt delas Alperna in i fyra stora tektoniska enheter:
- Helvetikum är den tektoniskt djupaste av dessa enheter och har sitt ursprung i den eurasiska plattans kontinentalsockel och lite kontinental jordskorpa. Det är en enhet som inte förflyttats så långt under Alpernas tillkomst. Helvetikum ses främst i Västalperna, i dess båges västra och norra del. Namnet kommer av Helvetia, det latinska namnet på Schweiz. I Östalperna ses endast en smal sträng i norr i dess allra västligaste del.
- Penninikum består av tidigare oceanisk jordskorpa, ofiolit, blandat med mindre kontinentala fragment, som söderifrån har skjutits upp över Helvetikum som en skolla. Penninikum ses främst i Västalperna, i dess båges östra delar. I nordväst finns dock vissa genom erosion isolerade delar omgivna av Helvetikum. I Östalperna kommer delar av Penninikum i dagen i enstaka fönster i den annars överliggande östalpina enheten och i ett smalt område längs Östalpernas nordliga kant.
- Östalpin är den översta tektoniska enheten i Östalpernas centrala och norra områden. Det är en enhet som har förflyttats en avsevärd sträcka. Nordliga delar av den adriatiska kontinentalplattan har här skjutits över nästan hela Penninikum i Östalperna men förekommer inte i Västalperna, vilket är huvudskälet till den geografiska indelningen i väst- och östalper.
- Sydalpin avgränsas i norr av den periadriatiska förkastningslinjen, den mest betydande av förkastningslinjerna i Alperna. Liksom den östalpina enheten, utgörs den sydalpina av överskjutande kontinental adriatisk jordskorpa, men här uppvisar den en sydlig rörelse gentemot underlaget.

Medan Penninikum, som sagt, huvudsakligen består av oceanisk jordskorpa blandat med kontinentala fragment, består de övriga tektoniska enheterna av kontinental jordskorpa delvis med överlagring av sedimentära bergarter, varav flera tillkommit under mesozoikum då dessa enheter tillfälligt utgjorde havsbotten. Därav de så kallade Kalkalperna i den norra östalpina och den sydalpina enheten, liksom vissa delar i Frankrike och Schweiz, ibland kallade Franska kalkalperna.

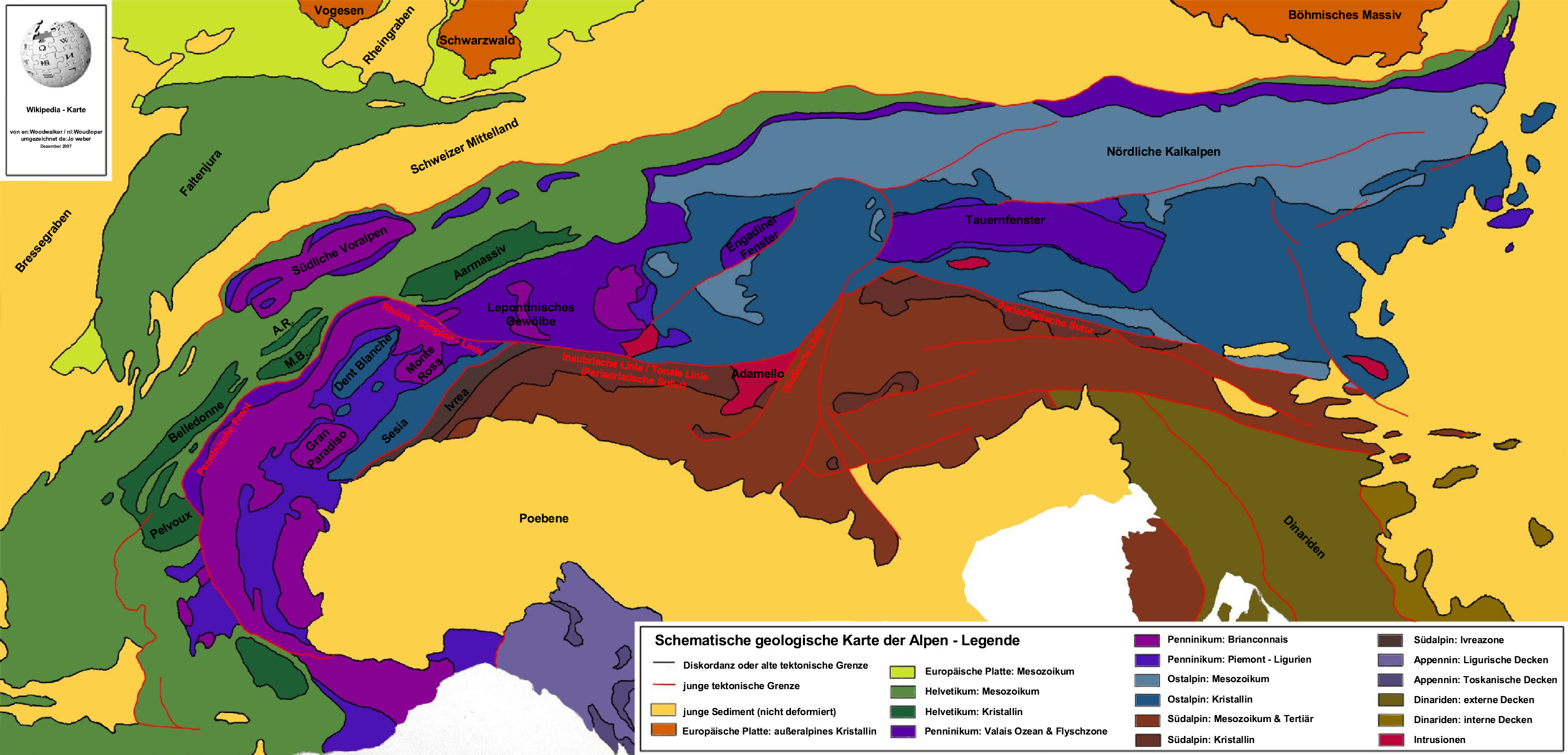
Geologiska enheter.
- Helvetikum
- Penninikum
- Östalpin
- Sydalpin

### Insjöar och floder
Flera av Europas viktigaste floder rinner upp i Alperna: Rhen, Rhône, Po samt flera bifloder till Donau. Sankt Gotthard-massivet är ett hydrografiskt centrum där både Ticino, Rhône, Reuss och Rhen har sina källor. Floderna skapar flera sjöar; i den norra delen av Alperna ligger Genèvesjön och Vierwaldstättersjön, i söder Lago Maggiore, Comosjön och Gardasjön. och i öster Bohinjsjön och Bledsjön i Juliska alperna.

### Klimat

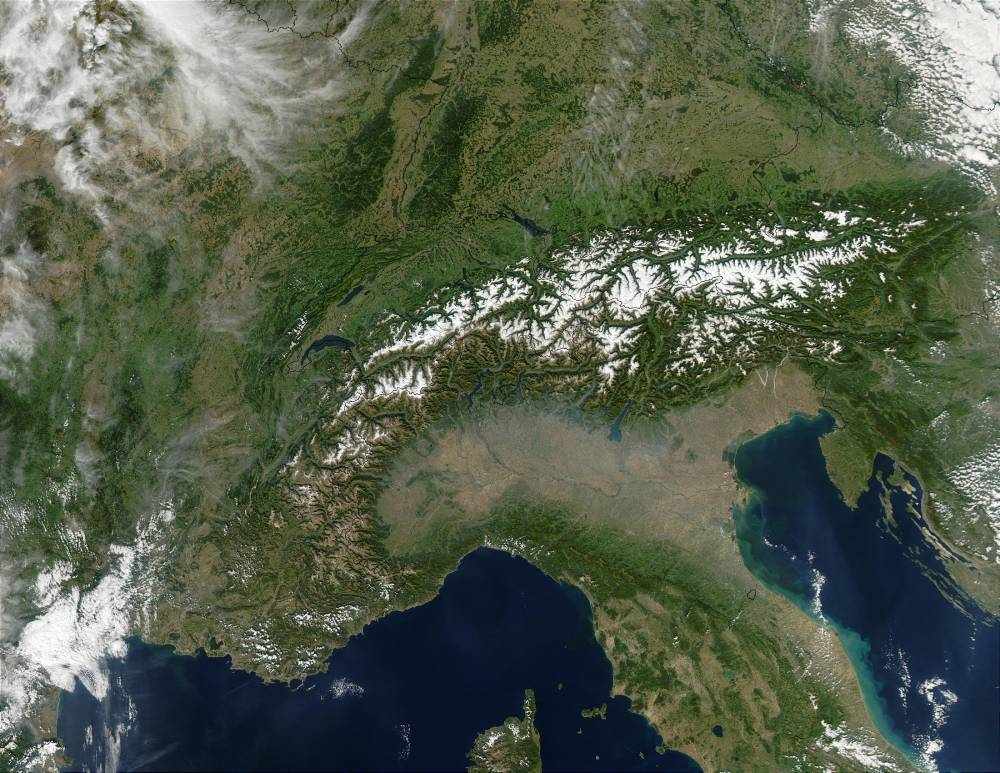
Alperna från rymden.

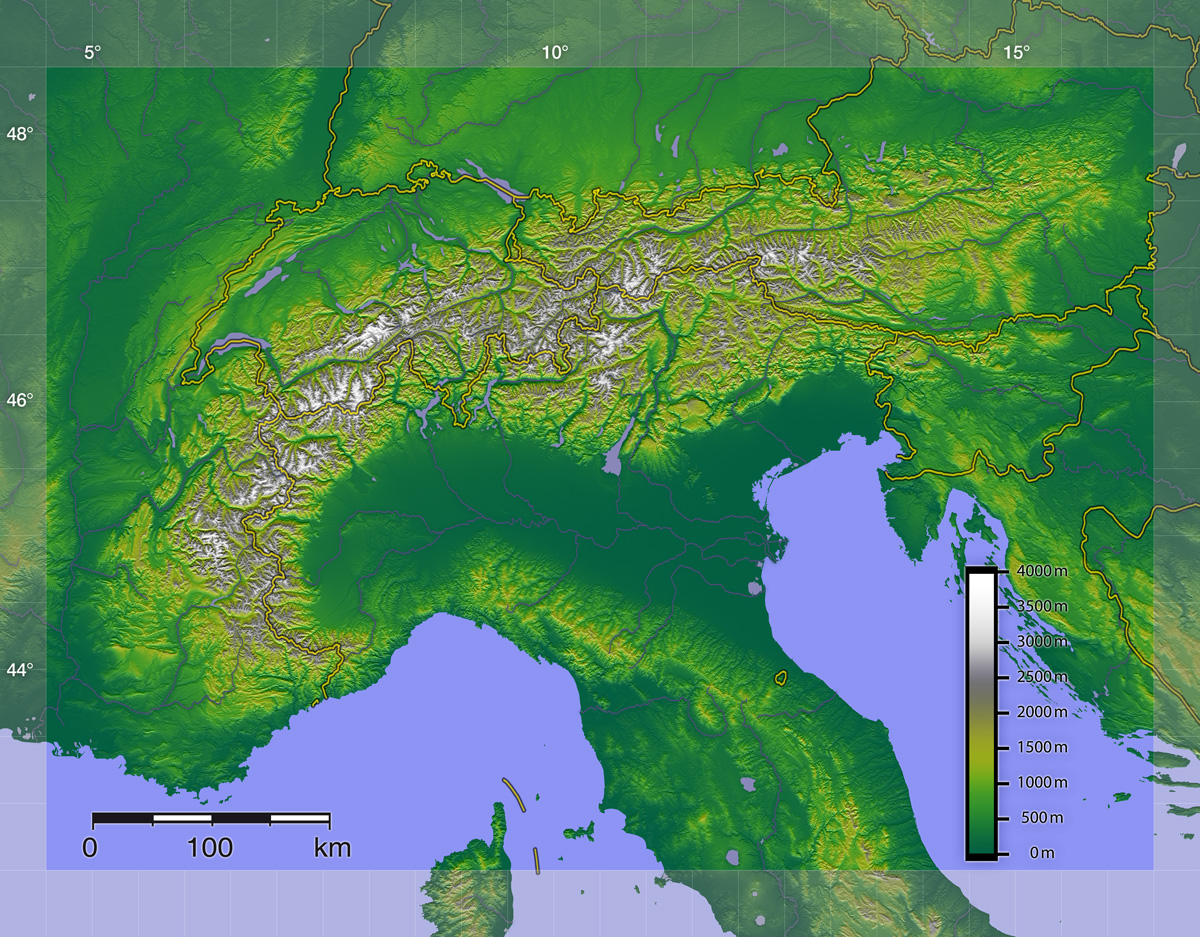
Alperna med nationsgränser utsatta.

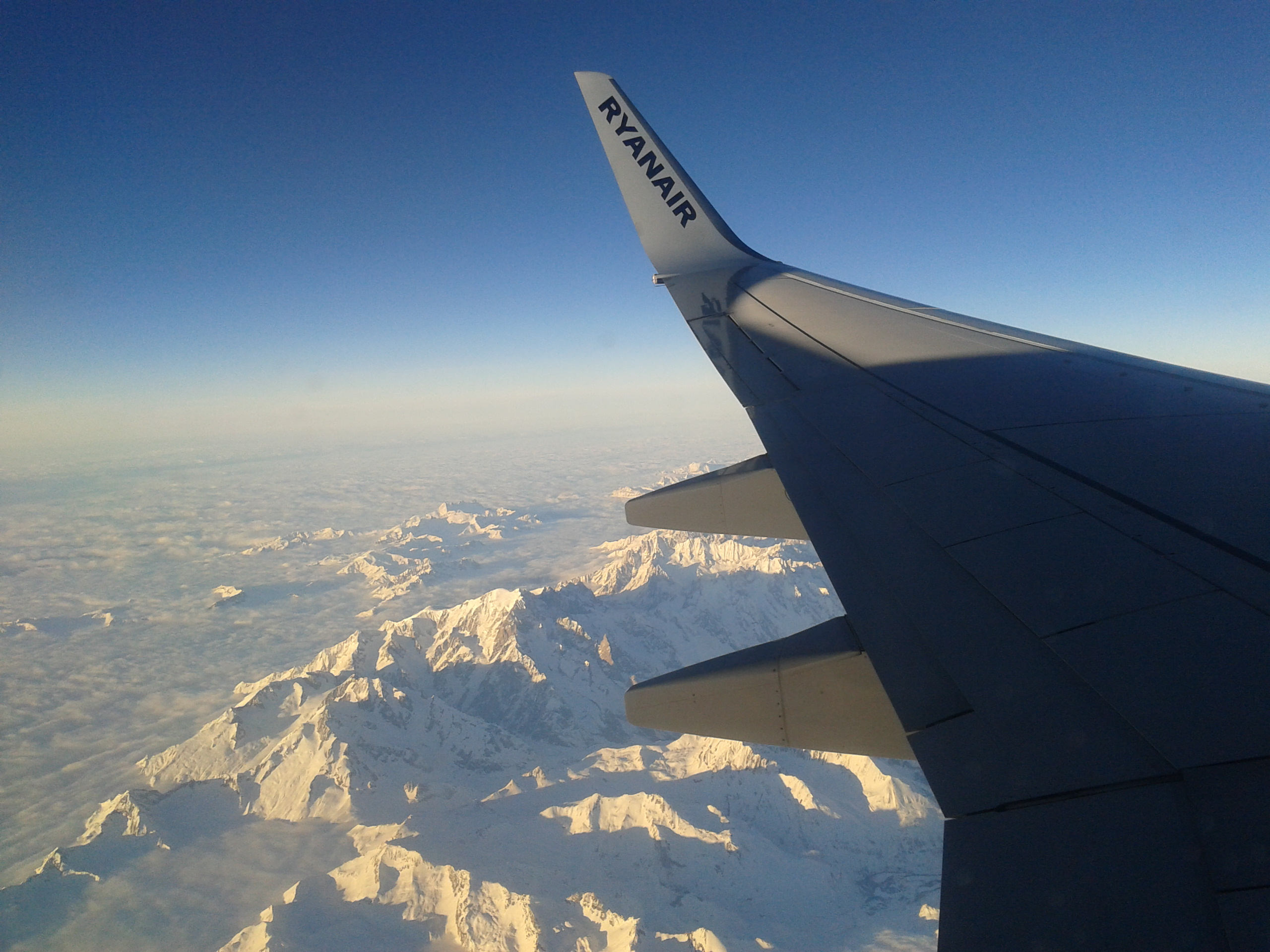
Alperna sett från ett flygplan.

De västra och södra delarna av Alperna är varmare än de östra och norra. Dock finns i allmänhet en stor klimatisk växling. På det bälte av 5 breddgrader, som Alperna omfattar, finns klimatskiftningar från det varma tempererade till det kalla. Temperaturen blir lägre, ju högre upp man kommer, och avtar i medeltal med 0,58 °C per 100 meters stigning. Under vintern samlar sig den kalla, tunga luften nere i dalarna, som därför är kallare än dalens sidor. Det kan hända att soliga terrasser eller toppar är varmare än de närliggande dalarna. Alperna bildar ett gränsområde mellan det mellersta Europas kontinentala klimat, med förhärskande västanvindar och regn under alla årstider, och Sydeuropas varmare och mildare Medelhavsklimat med företrädesvis höstregn. 

#### Nederbörd
Nederbörden tilltar med höjden samt är mindre i de östra än i de västra delarna. De inre dalarna är däremot relativt torra. I Schweiz är den årliga nederbörden i föralperna och alpkedjorna mest ungefär 2 000 mm, i Valais dalar och i Engadin dock regionalt endast 600 mm.

### Glaciärer
Snögränsen ligger på mellan 2 500 och 3 100 meter över havet, omkring 2 700 m ö.h. på norra sidan och 3 000 m ö.h. på södra sidan. Alperna har cirka 1 000 glaciärer, som täcker en yta av 3 200 kvadratkilometer, men de är hotade av den globala uppvärmningen. De största är Aletschgletscher i Bernalperna och Gornergletscher i Penninska alperna, båda i Schweiz.

### Politisk uppdelning
Åtta stater har andel av Alperna. Den enda av dessa som med hela sin yta ligger i Alperna är furstendömet Liechtenstein. Även furstendömet Monaco ligger helt i den region som vanligen räknas till Alperna men landet saknar nämnvärda bergstoppar på sin yta. Efter dessa två furstendömen har Österrike, Schweiz och Slovenien mer än 40 % av sin yta i bergsregionen. I Österrike bor nästan hälften av landets invånare i Alperna, i Slovenien en tredjedel och i Schweiz en fjärdedel. De tyska regionerna i Alperna är minst i jämförelse med hela landets yta. Det folk som är mest representerat i Alperna är italienare, med 4 100 000 invånare (30,1 %), bosatta längs hela södra delen av kedjan från väst till öst.
Sammanräknat finns ungefär 6 000 kommuner i bergsregionen och cirka 100 regioner som tillhör nivån NUTS 3.
| Stat          | Yta i Alperna i km² | Yta av Alperna i % | Invånare i Alperna | Invånare av Alperna i % | Alpernas andel av staten: Yta | Alpernas andel av staten: Invånare | Rankning N/S | Rankning V/Ö |
| ------------- | ------------------- | ------------------ | ------------------ | ----------------------- | ----------------------------- | ---------------------------------- | ------------ | ------------ |
| Tyskland      | 11 100              | 5,8 %              | 1 380 000          | 10,1 %                  | 3 %                           | 2 %                                | 2            | 6            |
| Frankrike     | 40 800              | 21 %               | 2 450 000          | 18,0 %                  | 7 %                           | 4 %                                | 7            | 1            |
| Italien       | 52 000              | 27 %               | 4 100 000          | 30,1 %                  | 17 %                          | 7 %                                | 5            | 3            |
| Liechtenstein | 160                 | 0,08 %             | 35 000             | 0,2 %                   | 100 %                         | 100 %                              | 4            | 5            |
| Monaco        | 2                   | 0,001 %            | 17 000             | 0,1 %                   | 100 %                         | 100 %                              | 8            | 2            |
| Österrike     | 54 600              | 29 %               | 4 000              | 29,4 %                  | 65 %                          | 50 %                               | 1            | 7            |
| Schweiz       | 24 850              | 13 %               | 1 740 000          | 12,8 %                  | 60 %                          | 23 %                               | 3            | 4            |
| Slovenien     | 6 800               | 3,5 %              | 640 000            | 4,7 %                   | 40 %                          | 32 %                               | 6            | 8            |
| Tillsammans   | 190 312             | 100 %              | 13 600 000         | 100,0 %                 | /                             | /                                  | /            | /            |

Källa: AGRALP, berggenuss.de; senaste räkning 10 april 2008

## Språk
Flera språk talas i Alperna. Ofta följer inte språket de nationella gränserna. På grund av de isolerade förhållandena i alpdalarna har också en del ursprungliga språk kunnat bevaras. 
Italienska Alperna
Italienska med sina lokala varianter talas överallt i italienska Alperna. Lokalt förekommer andra språk som även är skyddade enligt italienskt lag:
ladinska i Dolomiterna, friuliska i regionen Friuli, tyska i Sydtyrolen samt schweizertyska hos walserfolket i några byar i Aostadalen, frankoprovensalska i Aostadalen samt i vissa dalar väster om Turin i Piemonte. En variant av det slovenska språket talas i Friuli nära gränsen till Slovenien och Österrike.
Schweiziska Alperna
Tyska (varianten schweizertyska), franska och italienska är officiella i de respektive kantonerna. I Graubünden talas, förutom tyska och italienska, också rätoromanska, ett språk som härstammar från latinet och är besläktat med ladinska och friuliska i Italien. 
Walserfolket med sitt medeltidstyska förekommer i isolerade samhällen i flera kantoner. Även lombardiska talas i Schweiz italienska kantoner, och lombardiskan har en starkare ställning där än i Italien och Lombardiet.
Franska Alperna
I de franska Alperna är endast det franska språket officiellt, men en del av befolkningen kan fortfarande prata det ursprungliga frankoprovensalska språket. I dalar norr om Nice talas fortfarande italienska av historiska skäl.
Österrikiska Alperna
Tyska med sina varianter gäller i hela Österrike. I Kärnten finns en slovensktalande minoritet. 
Slovenska Alperna
I slovenska Alperna används det slovenska språket, men ofta även italienska och tyska.

## Malmbrytning
I Alperna har det brutits guld, koppar och tenn. Östalperna är jämförelsevis rika på koppar och bergsalt. Steiermark lämnar utmärkt järn, Kärnten bly och i slovenska Krain finns zink och kvicksilver. Saltverk finns i övre Österrike, Salzburg och övre Bayern. I Alperna finns även god byggnadssten, såsom granit, täta kalkstensarter, marmor och skiffer. Bergskedjan är också rik på mineralhaltiga källor.

## Flora och fauna

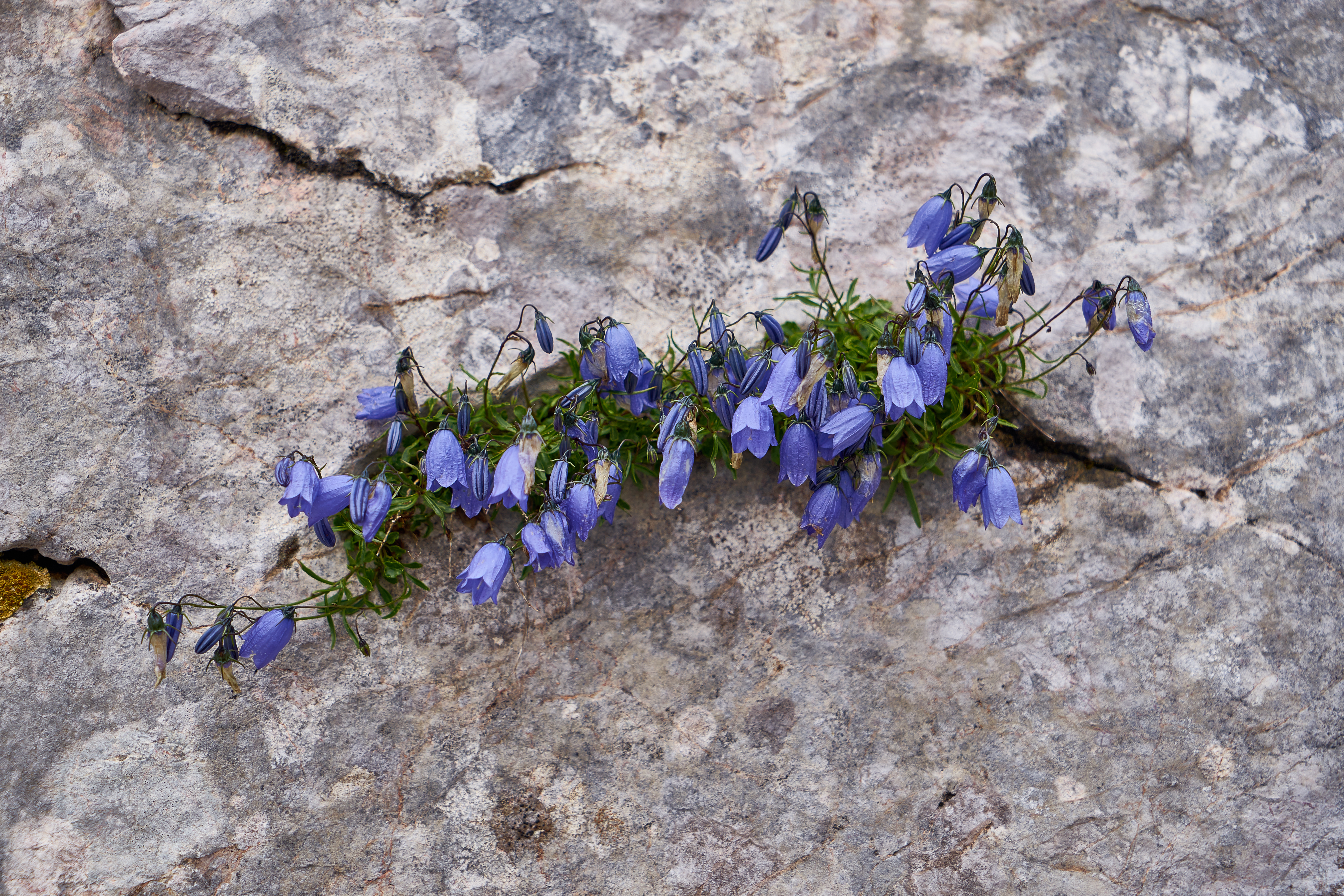
Campanula alpina

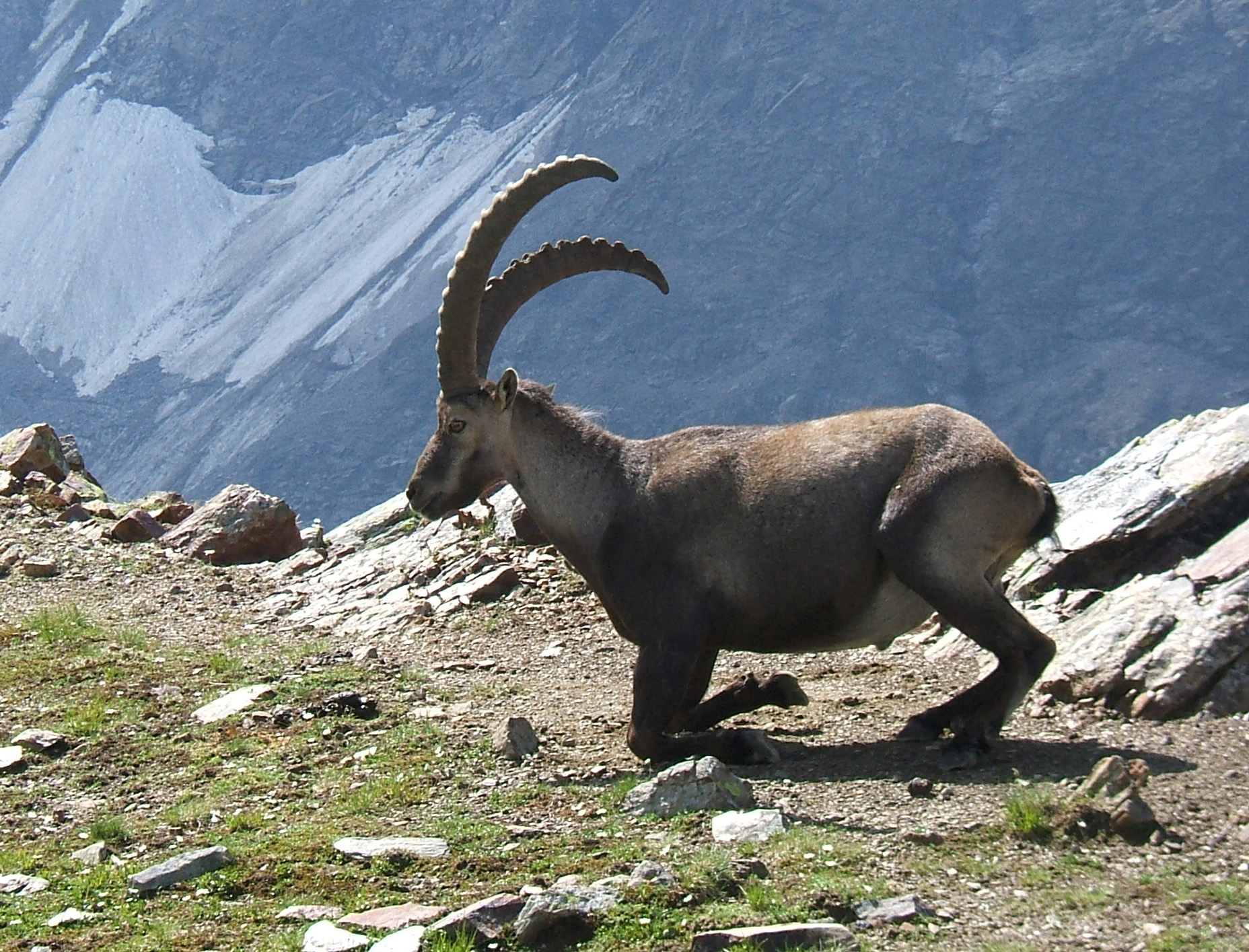
Alpstenbock

Fram till 1 300–1 400 meter höjd finns odlade marker och skogar med lövträd. Den nedre delen av fjällvegetationen består till stor del av bergtall, Pinus mugo och björkal, Alnus viridis. Högre upp finns en zon med bland annat alprosor, Rhododendron, och en rosart, Rosa alpina, samt barrträd och alpängar med örter och gräs. En blomma som förknippas mest med Alperna är Edelweiss, som växer på bergshyllor och i bergssprickor.
Trädgränsen ligger på mellan 1 500 och 2 200 meters höjd. Där ovanför ligger det alpina området, vars flora inte som de föregående täcker något stort sammanhängande område, utan enstaka platser. Växterna är släkt med polartrakternas flora. Blommorna växer även långt över snögränsen, som exempel finns cirka 50 blommande arter på mellan 3 087 och 3 185 meters höjd på Vincentpyramiden i Monte Rosa.
Faunan i Alperna består dels av arter som efter istiden är utdöda i låglandet, och dels av högnordiska arter som lever på högt belägna platser, isolerade från sina släktingar i Nordeuropa. Till Alpernas karaktärsarter hör gems, alpstenbock, alpmurmeldjur, skogshare, alpkaja, alpkråka och fjällripa. Av insektsarter är det främst skalbaggar och fjärilar som har många olika alpina arter. Flera insektsarter har inga vingar, eller har starkt reducerade vingar. Ända till 2 500 meters höjd finns öringar i bergbäckarna.

## Turism
Alperna är populära både på sommaren och vintern som ett resmål för sevärdheter och för sporter. Vintersporter, såsom utförsåkning och längdskidåkning, kan utövas i de flesta regionerna från december till april. På sommaren är Alperna populära för vandring, cykling, skärmflygning, bergsklättring, medan många alpsjöar lockar till simning, segling och surfning. De lägre regionerna och de större städerna i Alperna är väl sammanbundna med motorvägar och övriga stora vägar, medan högre passager och små sidovägar kan vara förrädiska även på sommaren på grund av skador som tillkommit under snösmältningen. Många passager är stängda på vintern. En mångfald av flygplatser runt Alperna (och vissa i), såväl som höghastighetståg från alla gränsande länder, ger ett stort antal turister med lätt tillgänglighet från utlandet. Alperna får mer än 100 miljoner turister varje år.[källa behövs]